# Diane Borsato
Diane Borsato (n. 1973) es una artista visual canadiense, cuyo trabajo explora las prácticas pedagógicas y formas experimentales de conocer a través de performances, intervenciones, vídeos, instalaciones y fotografía.
Sus trabajos multidisciplinares y socialmente comprometidos, a menudo, se crean a través de la movilización de grupos distintos de personas, entre profesionales de las artes, artistas y naturalistas.
Su trabajo ha sido ampliamente expuesto en galerías, museos y gestionados por artistas y centros en Canadá e internacionalmente, incluyendo Galería de Arte de Vancouver, la galería de arte contemporáneo Power Plant, La Galería de Arte de la Universidad de York (AGYU), el Museo Nacional de Bellas Artes de Quebec, Art Metropole, Unión Mercer, el Musée d'Art Contemporain de Montreal, y en galerías de los EE. UU., Francia, Alemania, México, Taiwán y Japón.
En 2013, fue artista residente en la Galería de Arte de Ontario donde creó acciones, como Tea Service (Conservators Will Wash the Dishes) y Your Temper, My Weather, que animó las colecciones y los entornos de la galería.
Borsato es profesora asociada de Estudio Interdisciplinario en la Universidad de Guelph donde enseña en las áreas de Media Integradas 2D, Prácticas ampliadas, y en el programa MFA. Ha creado cursos avanzados de estudio, temáticas que exploran las prácticas sociales y conceptuales que han incluido  Alimentos y Arte ,  Temas especiales sobre el Caminar ,  LIVE ART  y Escuela al aire libre .
Borsato se considera que está en la vanguardia de las prácticas relacionales, intervencionistas y de performance en Canadá. En su ensayo, El conocimiento de Diane Borsato. Philip Monk, curador y director de la Galería de Arte de la Universidad de York, descomprime y aclara la complejidad de la práctica del arte de Diane diciendo, "que alternativamente podría ser descrito como una artista de performance, una intervencionista, o una esteticista relacional. Ninguno de estos, sin embargo, describe adecuadamente la sutileza, la intimidad, y el absurdo menudo irónica de su trabajo. La artista propone formas alternativas de conocimiento y procesos de aprendizaje que son excéntricos - pero mundanas - investigaciones sobre las formas y la experiencia y los límites de la vida cotidiana ".

## Educación
Diane se graduó con honores por la York University con una licenciatura en Bellas Artes en Studio Art (1997). Obtuvo un máster en Bellas Artes por la Concordia University en escultura y en nuevos medios (2001) y un Master of Arts en Performance Studies por la Tisch School of the Arts por la Universidad de Nueva York (2003).

## Algunas publicaciones
- 2007. Walk this Way: The Urban Interventions of Francis Alys and Diane Borsato. Canadian theses. Publicó Carleton Univ. Canadá, 131 p. ISBN 0494368055, ISBN 9780494368053

## Honores
- 2001, y 2003, Borsato fue nominada al Premio Sobey Art.
- 2008: obtuvo el Premio Victor Martyn Lynch-Staunton Award, por su investigación y las prácticas en la categoría Inter-Artes del Canada Council for the Arts.[7]